# Jaczno
Jaczno is een plaats in het Poolse district  Sokólski, woiwodschap Podlachië. De plaats maakt deel uit van de gemeente Dąbrowa Białostocka en telt 6000 inwoners.

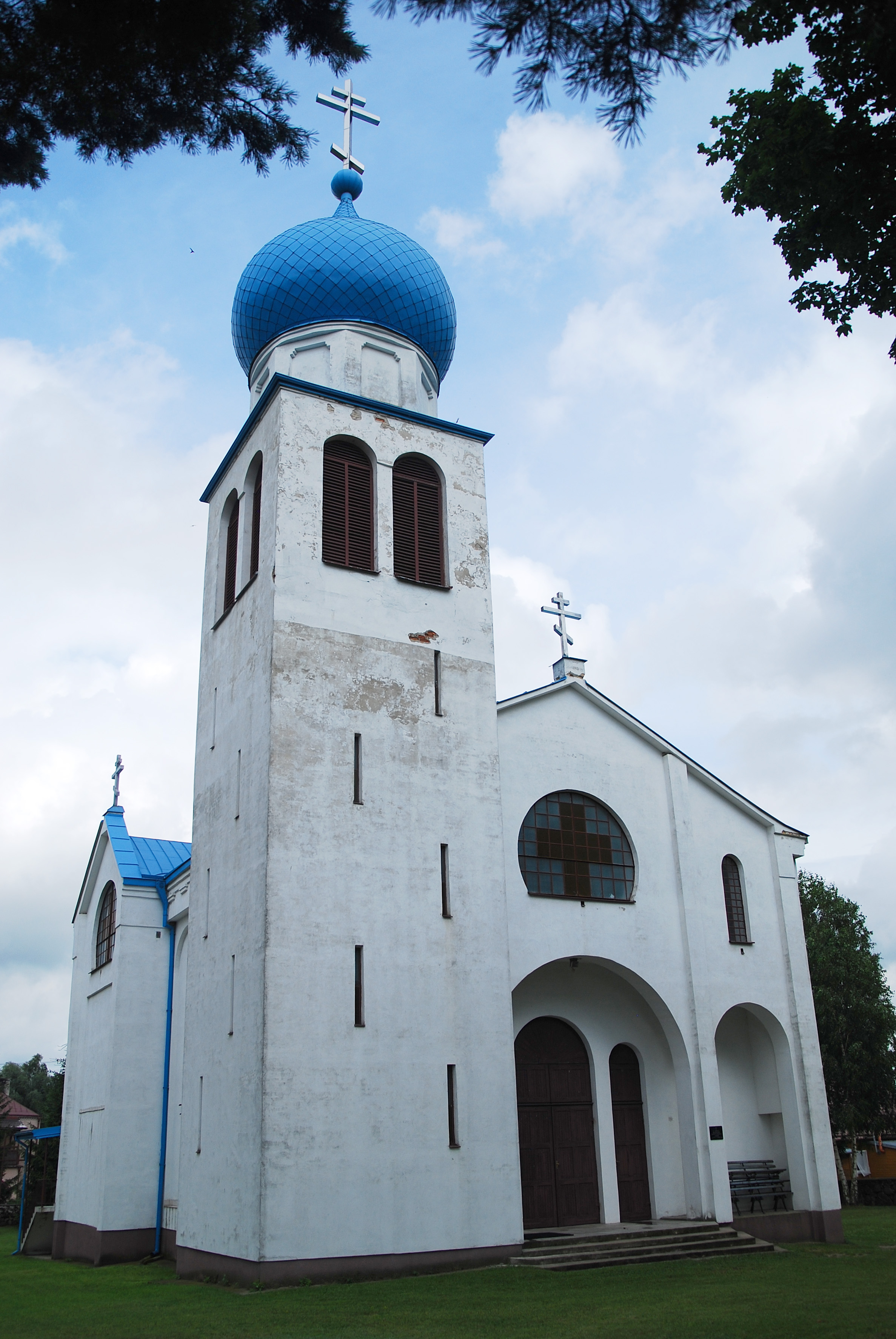
Kerk in Jaczno